# Elizate
Un elizate (in spagnolo anteiglesia) è una primitiva forma di governo locale nei Paesi Baschi particolarmente comune in Biscaglia, ma esistente anche nelle altre province. I termini elizate (in Basco standard) ed elexate (in Biscaglino) si traducono letteralmente come "porta della chiesa" (eliza "chiesa" + ate "porta"). Il termine spagnolo anteiglesia si traduce come "davanti alla chiesa" o "sagrato".
Il nome particolare deriva dall'usanza basca, secondo cui i capifamiglia di un insediamento all'interno della propria parrocchia, si riunivano dopo la messa all'ingresso o sotto il portico della chiesa per prendere decisioni su questioni riguardanti la loro comunità. La loro storia medievale è strettamente legata all'emergere dei Batzar Nagusiak o "Grandi Incontri", specialmente quelli di Biscaglia e Gipuzkoa (Juntas Generales de Vizcaya / Gipuzkoa in spagnolo) e l'istituzione di chiese parrocchiali. Ogni elizate eleggeva un legato per rappresentarsi a un Batzar Nagusia, quindi lo si può     definire come una primitiva forma di democrazia locale. Questi godevano di una notevole autonomia nel processo decisionale dalle autorità amministrative superiori. Un elizate era guidato da un fiel sindiko (fiel síndico in castigliano), che organizzava riunioni e portava un makila (tipico bastone da cammino basco) come segno di autorità. Normalmente un fiel veniva investito della carica per un anno, i criteri di selezioni erano molteplici: alcuni erano nominati dal campo uscente, in alcuni luoghi la posizione del campo ruotava tra tutti i contadini dell'elizate ed in altri il contadino che si era sposato per ultimo sarebbe stato nominato campo. Ogni elizate era suddiviso in unità più piccole chiamate kofradiak (cofradías in castigliano, "confraternite") che corrispondevano ai singoli borghi di un elizate.
Un gruppo di elizate era chiamato merindad.
Col tempo gli elizate divennero spesso comuni. In Biscaglia, durante il periodo della Signoria di Biscaglia (Bizkaiko Jaurerria in basco, Señorío de Vizcaya in castigliano), il territorio di tutte le anteiglesias era indicato come Terra Piana (Lur Laua in basco, Tierra Llana in spagnolo), in opposizione alle città più stratificate. È stato successivamente incorporato nell'amministrazione. Divennero soggetti ai fueros che allo stesso tempo riaffermarono lo status di nobiltà a tutti i fattori. Ciò significava che, a differenza della maggior parte dell'Europa feudale, gli agricoltori possedevano legalmente la loro terra.
Dopo secoli di mutamenti politici, oggi sono rimasti pochissimi elizate, due dei più famosi sono Iurreta e Derio. Nel 1962, nella Spagna franchista, il nome degli elizati fu cambiato in auzo (quartiere, distretto) e furono fusi in comuni. Il termine attuale, auzo, è indistinguibile dalle suddivisioni di una città, chiamate con lo stesso termine. 